# Station Chybie
Station Chybie is een spoorwegstation in de Poolse plaats Chybie.